# جورج موراي (سياسي)
جورج موراي هو سياسي كندي، ولد في 2 نوفمبر 1828، وتوفي في 12 فبراير 1888. انتخب عضو مجلس نواب نوفا سكوتيا.